# Nathan Westling
Nathan Westling (nacido Natalie Westling, Scottsdale, Arizona; 1 de junio de 1996) es un modelo estadounidense. Su carrera despegó en 2014 cuando se tiñó el pelo de rojo para la campaña de Marc Jacobs junto a Miley Cyrus.

## Carrera
Westling fue fotografiado por Steven Meisel para Prada, para la colección otoño 2015 junto a Aya Jones, Willow Hand y Julia Nobis. También llamó la atención por su pelo rojo en la New York Fashion Week 2014.
Models.com ha colocado a Westling en su "Hot List"  y ha sido comparada a Natasha Lyonne.
Westling fue descubierto por la Agency Arizona en Scottsdale, y poco después firmó con The Society Management. Ha desfilado en eventos de Marc Jacobs y en primavera 2014 como exclusivo de Anna Sui, Céline, Jean Paul Gaultier, Fendi, Prada, Etro, Dries van Noten, Lanvin, Christian Dior, Vera Wang, Tommy Hilfiger, Chanel, Tom Ford y DKNY, entre otros.
En 2017, Westing fue elegido como modelo debut en la serie Crush introducida por L'Officiel Malasia.

## Vida personal
El 19 de marzo de 2019 hizo público su cambio de género por medio de CNN afirmando que había comenzado su transición desde hacía medio año, que llevaba esos seis meses tomando testorena y que su nuevo nombre era Nathan Westling.